# فرودگاه تک‌بانده ایسلا ناتیویدا
فرودگاه تک‌بانده ایسلا ناتیویدا (به انگلیسی: Isla Natividad Airstrip) یک فرودگاه خصوصی با کد یاتا ISN است که یک باند فرود خاک دارد و طول باند آن ۱۱۹۴ متر است. این فرودگاه در کشور مکزیک قرار دارد و در ارتفاع ۷ متری از سطح دریا واقع شده‌است.